# Bryderen
Bryderen levererades 1884 från Kockums Mekaniska Verkstad i Malmö till Det Forenede Dampskibs-Selskab (DFDS) i Köpenhamn i Danmark som ett kombinerat passagerarfartyg och isbrytare.
Bryderen ombads av finländska redare 1889 att segla upp i Östersjön för att försöka öppna en ränna till den blockerade hamnen i Hangö. Bryderen var vid den tiden Europas kraftigaste isbrytare med sina 1.000 ihk och kunde lätt bryta upp till 45 centimeter tjock is. Den 16 april 1889 siktades två ångare som närmade sig fyren på Russarö söder ifrån, nämligen Bryderen och ångaren Vesuv på 912 ton, som ägdes av DFDS. Kvällen därpå förstördes isbrytarens propellerblad, men efter det att propellern ersatts, seglade fartygen in till Hangö hamn. Detta föranledde stora rubriker i de finländska tidningarna. Händelsen fick betydelse för anskaffning av isbrytare i Finland.
Fartyget byggdes om vid två tillfällen: 1905 och 1930.
Bryderen såldes 1947 till Polen och döptes om till Poseidon. Hon höggs upp 1962.